# 蔵の街

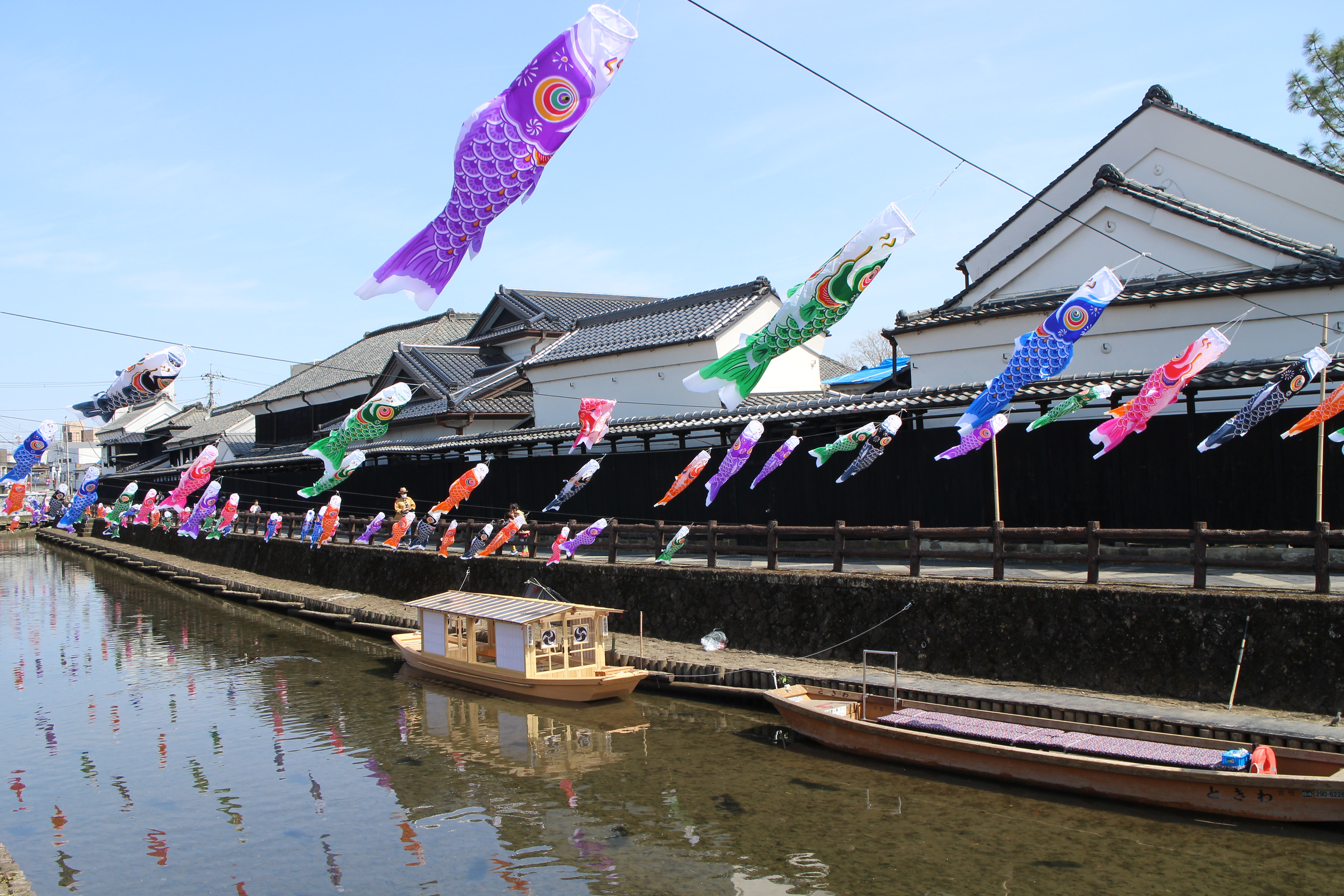
巴波川の景観
（塚田歴史伝説館と蔵の街遊覧船）

蔵の街（くらのまち）は、栃木県栃木市栃木地域（旧下野国都賀郡栃木町とその周辺）における歴史的景観の呼称。江戸時代末期から近代にかけての建物、特に土蔵造りの建物を多く残すことからこう呼ばれ、蔵の街遊覧船や蔵の街観光バスなど、この名が冠された法人・施設も複数所在する。川越や佐原などとともに小江戸とも称される。
街を貫流する巴波川を利用した舟運の拠点として発展し、また江戸時代にこの地を日光例幣使街道が通り、その13番目の宿場・栃木宿として栄えたために、商家が建ち並んで景観の基礎を形成した。幕末の大火の影響で蔵が増加した後、明治初頭の一時期には栃木県庁が置かれるなど経済の中心地として繁栄し、現存する建物は幕末から明治中期にかけて建てられたものが多い。戦時中は空襲の被害を免れたため、大正期・昭和初期の洋館も残っている。近代化とともに町並みは消滅の危機に瀕したが、昭和末期から県の事業指定を受けて修景や整備に乗り出し、文化財として継承するとともに観光資源として活用している。一方、巴波川も昭和期に水質の悪化や水量の減少に直面したが、鯉の放流や整備事業を通して改善が図られ、美観の一部を構成している。
町並みを含む48ヘクタールの区域は「栃木市歴史的町並み景観形成地区」として1995年度（平成7年度）都市景観100選のひとつに選出され、北に隣接する嘉右衛門町地区は2012年（平成24年）に重要伝統的建造物群保存地区に選定されている。

## 町並みの特徴
街は、巴波川の舟運と日光例幣使街道の陸運の両面の恩恵を受けて発展した。前者の影響でもともと川沿いに廻船問屋が並んでいたものの、現代になって川沿いに残っている屋敷は塚田家と横山家（#巴波川）のみとなり、蔵の分布は後者の名残である大通り（例幣使街道）が中心になっている。
享保期（1716年 - 1736年）以降に江戸幕府が防火策として土蔵・塗屋（）建築を奨励して以来、江戸をはじめ関東各地の都市に蔵造りの建物が出現し、川越や佐原、結城などにその面影が残されている。栃木の土蔵群もそのひとつで、様式に江戸末期の関東における蔵の特徴をよく残している一方、結城の蔵とともに2階の観音開窓がほとんど見られない点に特色がある。屋根は桟瓦葺きで、近隣の箱森における土瓦の生産が生かされている。通りに面した見世蔵には黒色の漆喰が好んで用いられており、吉田桂二はその目的について、重厚感を演出することに加え、漆喰に煤と油分を加えて撥水性を高めた結果でもあろうと推測している。もっとも蔵の大部分は見世蔵の背後に並ぶ収蔵庫としての建物であり、こちらは白漆喰が使われている。年代は幕末から明治中期にかけての建築が多く、川越における明治中期から後期にかけての豪壮な蔵と比較すると、規模や造りはおとなしい。
一般に、大谷石の生産地である宇都宮市大谷町へ近づくにつれて蔵造りの建物としては石蔵が増加する傾向にあるが、栃木にみられる蔵は横山家の石蔵を例外として、あくまで土蔵である。大正から昭和初期にかけて建てられた木造洋館も複数現存し、旧栃木町役場庁舎（栃木市立文学館）、栃木病院（杏林会栃木中央クリニック）、旧栃木駅舎（魔方陣スーパーカーミュージアムのエントランスとして移築）などがある。
歴史的建造物が残った要因として、一度置かれた県庁が宇都宮へ移転したことで過度な近代都市化が回避されたこと、戦災による焼失を免れたことが挙げられる。

## 主な施設

### 大通り
- あだち好古館

美術館。1980年4月に開館。建物は文久3年（1863年）から明治29年（1896年）までの間に建てられた土蔵で、呉服問屋安達家のものである。店主の初代安達幸七が蒐集した骨董などを7室に分けて展示している。
- 蔵の街市民ギャラリー

建物は江戸時代後期の建築。質屋を営む善野家（釜屋佐治兵衛、釜佐）の土蔵で、安政の飢饉のときに開放して民衆の救恤に役立てたという逸話から「おたすけ蔵」の通称をもっている。2000年（平成12年）に市指定文化財となった。
1998年（平成10年）8月、市は「とちぎ蔵の街美術館（仮称）整備計画策定委員会」を発足し、この建物を利用した美術館の開館準備を開始。2003年（平成15年）3月、とちぎ蔵の街美術館として開館し、2020年度（令和2年度）をもって栃木市立美術館へ活動を移管するまで営業した。
翌2021年（令和3年）11月から市民ギャラリーとして開放されている。
- 好古壱番館

蕎麦屋。1997年（平成9年）に開店した。建物は大正期の洋館で、旧安達呉服店店舗として国登録有形文化財となっている。
- 古久磯提灯店見世蔵

県指定文化財。2014年（平成26年）10月から2023年（令和5年）9月までとちぎ歌麿館として営業し、栃木町の商人たちと交流があった江戸時代の浮世絵師・喜多川歌麿に関連する展示を行った。
- とちぎ蔵の街観光館

建物は荒物・麻苧問屋田村家（八百金）の店舗で、見世蔵は1904年（明治37年）の上棟。ほかに住居（母屋）、付属屋、土蔵群があり、いずれも市が改装して休憩・食事・土産処とした。見世蔵部分のみ1996年（平成8年）に開業し、1999年（平成11年）4月8日に全面開業。
- 栃木市郷土参考館

資料館。建物は回漕問屋坂倉家の蔵屋敷で、建築は文化年間（1804年 - 1818年）とも文政年間（1818年 - 1829年）とも言われる。
坂倉家の9代目当主は医師として東京で勤務し、屋敷にはその母が居住していたが、死去して空き家となったため、取り壊して駐車場とする話もあった。これを惜しんだ市観光協会や市文化協会、そして市内在住の民藝研究者・近藤京嗣の協力により、民芸館として整備することとなった。1978年（昭和53年）、「やすらぎの栃木路」キャンペーンの際に下野栃木民芸館として開館したが、入館者が年々減少して赤字経営となり、1982年（昭和57年）4月に休館が決まった。そのまま事実上の閉館となったが、市民の一部から惜しむ声が上がり、市でも市民会館に資料や文化財を死蔵していたことから、これらを活用するため、1983年（昭和58年）7月に郷土参考館として再開した。
市内で出土した石器や、瓦・下駄づくりの道具、民俗資料を展示している。
- 山本有三ふるさと記念館

作家・山本有三の生家そばに建つ記念館。1997年（平成9年）に開館し、山本の遺品などを所蔵、展示している。
建物は明治初期の建築で、2階建ての2棟の見世蔵が南北に棟続きになって構成されている。建ったのは南棟が先。北棟の1階は土間と帳場の形を残している。いずれも国登録有形文化財。

### 巴波川

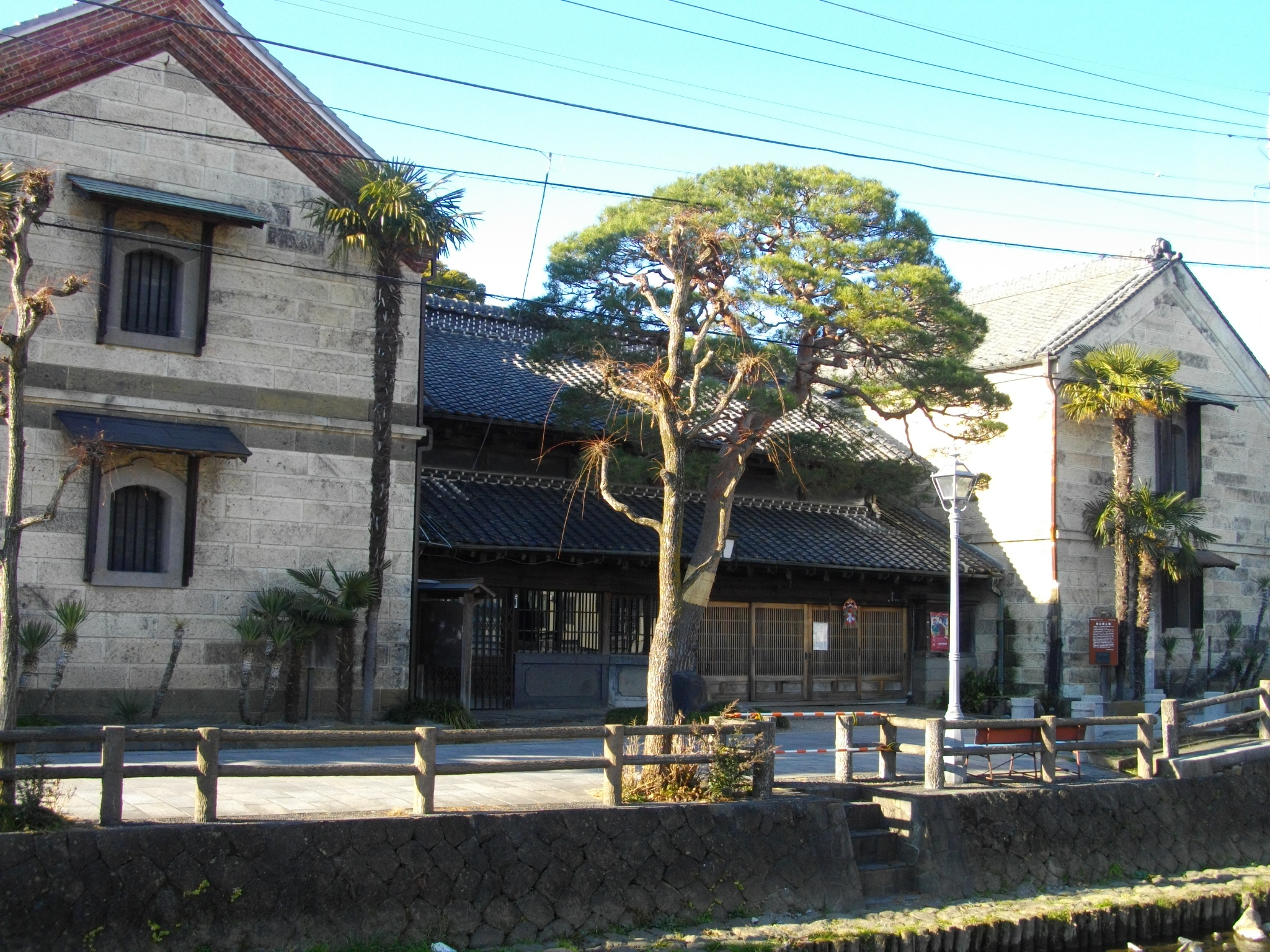
横山郷土館

- 塚田歴史伝説館

資料館。1979年（昭和54年）、塚田記念館として開館。建物の主である塚田家は、弘化元年（1844年）から昭和初期まで木材回漕問屋として営業し、江戸深川まで販路をもった。建造物8件が国登録有形文化財となっている。巴波川沿いに建てられた塚田家の黒塀と家並みは栃木市の代表的景観として紹介され、1955年（昭和30年）の映画『路傍の石』のロケーションにも取り入れられた。
館内では明治期の日常品や家宝など300点が展示されているほか、ロボットによる語り部や劇の上演、人形山車のからくりがある。
- 横山郷土館

資料館。塚田記念館と同じく1979年に開館。1899年（明治32年）建築の店舗及び住居、1909年（明治42年）の麻蔵、翌年の文庫蔵、そして1918年（大正7年）に建てられた洋風の離れの4件が国登録有形文化財である。平屋建ての和風建築の左右に石蔵を配した両袖切妻造で、横山家は軒先中央に掲げられたガス灯を境に、向かって右半分で麻問屋、左半分で銀行を営んだ。
営業当時の麻問屋の帳場や銀行のカウンターが残り、麻製品や金庫、スタンプ、帳簿類を展示している。

### 嘉右衛門町地区

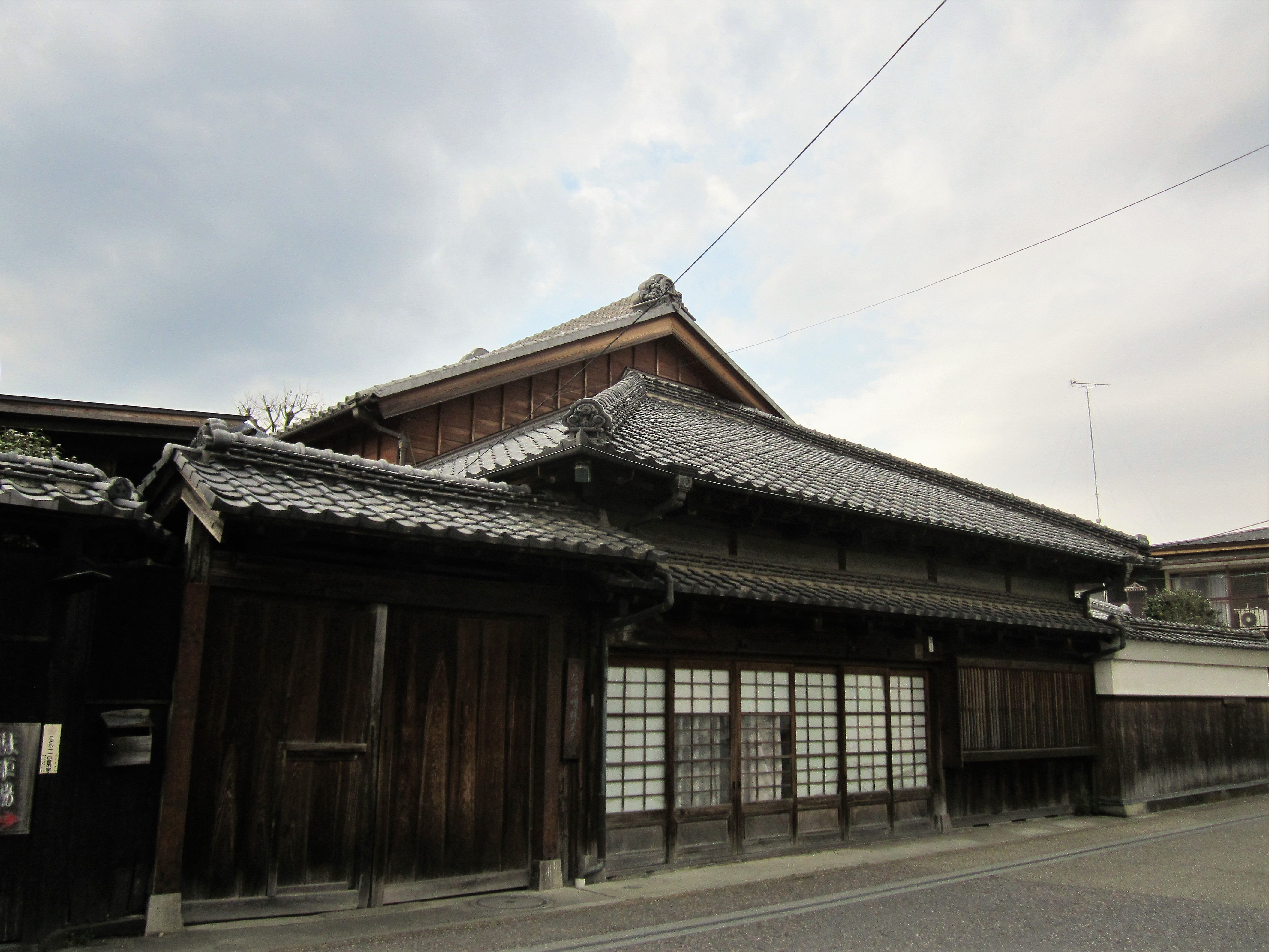
油伝味噌

- 油伝味噌（）

味噌醸造業、食事処。天明元年（1781年）、小池姓の油屋伝兵衛が創業して油の製造を行い、味噌や質業にも事業を拡大した。1881年（明治14年）に建てられた土蔵は3階建て、50坪を超える面積があり、1885年（明治18年）に建てられた土蔵などとともに計5件が国登録有形文化財。
敷地内に茶屋「田楽あぶでん」を開いて味噌田楽類を提供している。
- 岡田記念館

代官・岡田嘉右衛門の屋敷を公開した施設。岡田家に伝来した宝物のほか、県内で最初の理容店であった市村理髪館の建物を展示している。近隣には岡田家の別邸「翁島」がある。
- 嘉右衛門町ガイダンスセンター

地区の拠点施設。市は2016年度（平成28年度）、嘉右衛門町地内に江戸末期から昭和初期にかけての建物群を擁する味噌工場跡地を取得し、改修を経て2021年（令和3年）7月に開館。NPO法人嘉右衛門町伝建地区まちづくり協議会が運営にあたる。
北隣の店舗部分には、翌2022年（令和4年）2月にシェアスペース「KAEMON BASE」が開業した。

### 入舟町

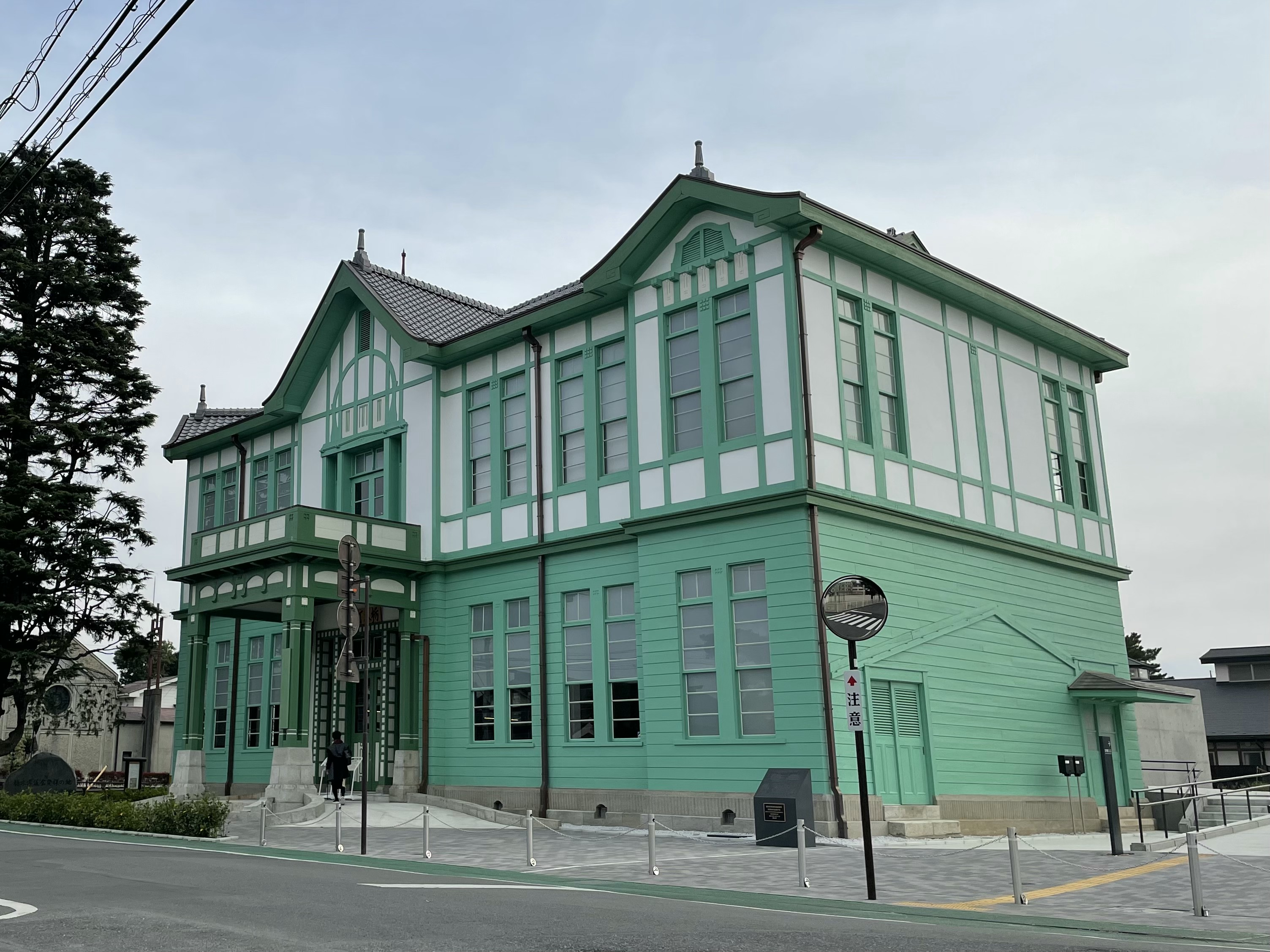
栃木市立文学館

- 県庁堀

明治初頭にこの地に栃木県庁が置かれたとき、その周囲に巡らされた水堀。舟で巴波川と直接往来できるよう漕渠（）で接続され、「県庁堀 附 漕渠」として県指定史跡となっている。栃木県庁の移転後も堀は残り、巴波川と同様に鯉や白鳥が周遊している。
河川としては県庁堀川と呼称され、流路延長1,260メートルの準用河川である。
- 栃木市立文学館

県庁堀の内側に所在する文学館。2022年（令和4年）4月に開館。建物はもともと栃木町役場・栃木市役所の本庁舎、ついで別館として使われたもので、1921年（大正10年）に落成した木造の洋館である（栃木市役所#初代庁舎を参照）。
常設展示室では、市にゆかりのある山本有三、吉屋信子、柴田トヨの私物や原稿などを公開している。

## 前史

### 栃木町の成立
栃木町の建設が始まったのは16世紀後半である。円通寺（栃木市城内町）の過去帳の奥書には「天正十四年丙戌杤木町立初ル 元禄四年マデ百六年ニ成ル」と記されており、天正14年（1584年）という年号は町の成立の時期について示唆を与えている。栃木町の西北西4.5キロメートルほどに位置する皆川城を居城としていた皆川広照は、小田原征伐にともなう皆川城の開城ののち、天正19年（1591年）、栃木町に栃木城を築いたが、これに前後して天正年間、複数の社寺を町へ移転させ、城下町建設の足がかりとしている。

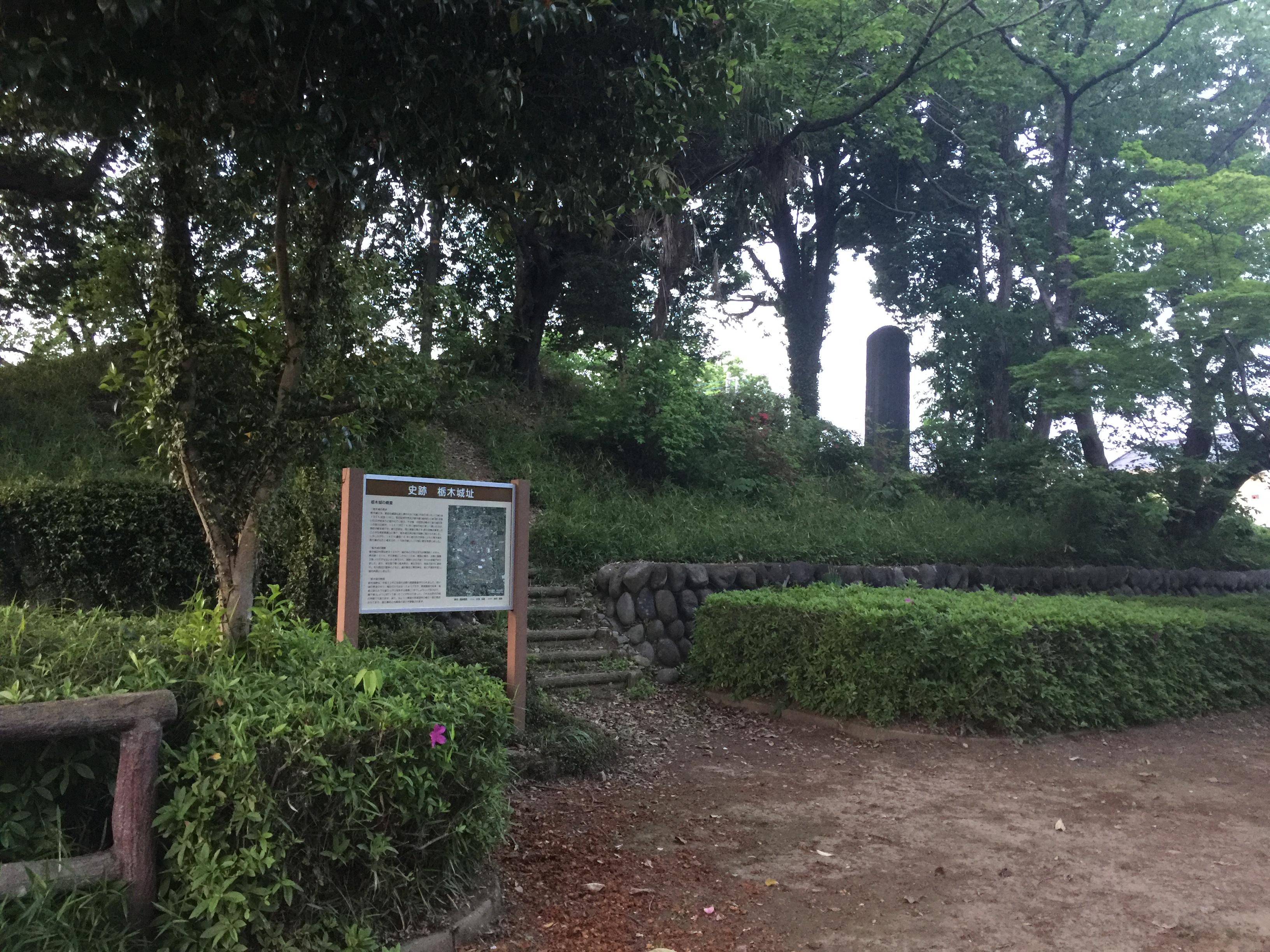
栃木城址

広照の城下町政策と、町の中心を南北に流れる巴波川の水運により、荒蕪地であった栃木の地は都市化していった。慶長14年（1609年）に皆川氏は改易されて栃木城も廃城となったため、栃木が城下町であった期間は19年間に過ぎないが、皆川氏の遺臣は町にとどまって、江戸時代に活動する商人たちの祖先となった。
元和2年（1616年）に徳川家康が死去すると、その遺言に基づき、いったん駿河国の久能山へ埋葬され、1年後に下野国日光へ分霊された。これにあたって元和3年（1617年）、家康の「霊柩」を運ぶ行列が栃木町を通ったのに続き、大法会や日光東照宮の造営に必要な物資を日光へ送るため、栃木町が水運拠点として利用された。これを契機として町は宿駅の性格をそなえはじめ、他地方から移住する者も増加した。また正保年間（1644年 - 1648年）以降、毎年4月17日の大祭にあたって日光へ勅使が派遣され、日光例幣使と称えるようになったが、これの通る街道が日光例幣使街道となり、街道が南北に通過する栃木町に栃木宿が整備された。
町の東西南北にはそれぞれ木戸が設けられて町域を規定したが、特に北の木戸外の嘉右衛門新田村や平柳新地は例幣使街道沿いに家並みが続き、栃木町とともに発展した。嘉右衛門新田村は、栃木町と同時期の天正年間に岡田嘉右衛門によって開発され、元禄元年（1688年）からは畠山基玄の知行となって陣屋が置かれた。

### 町並みの形成

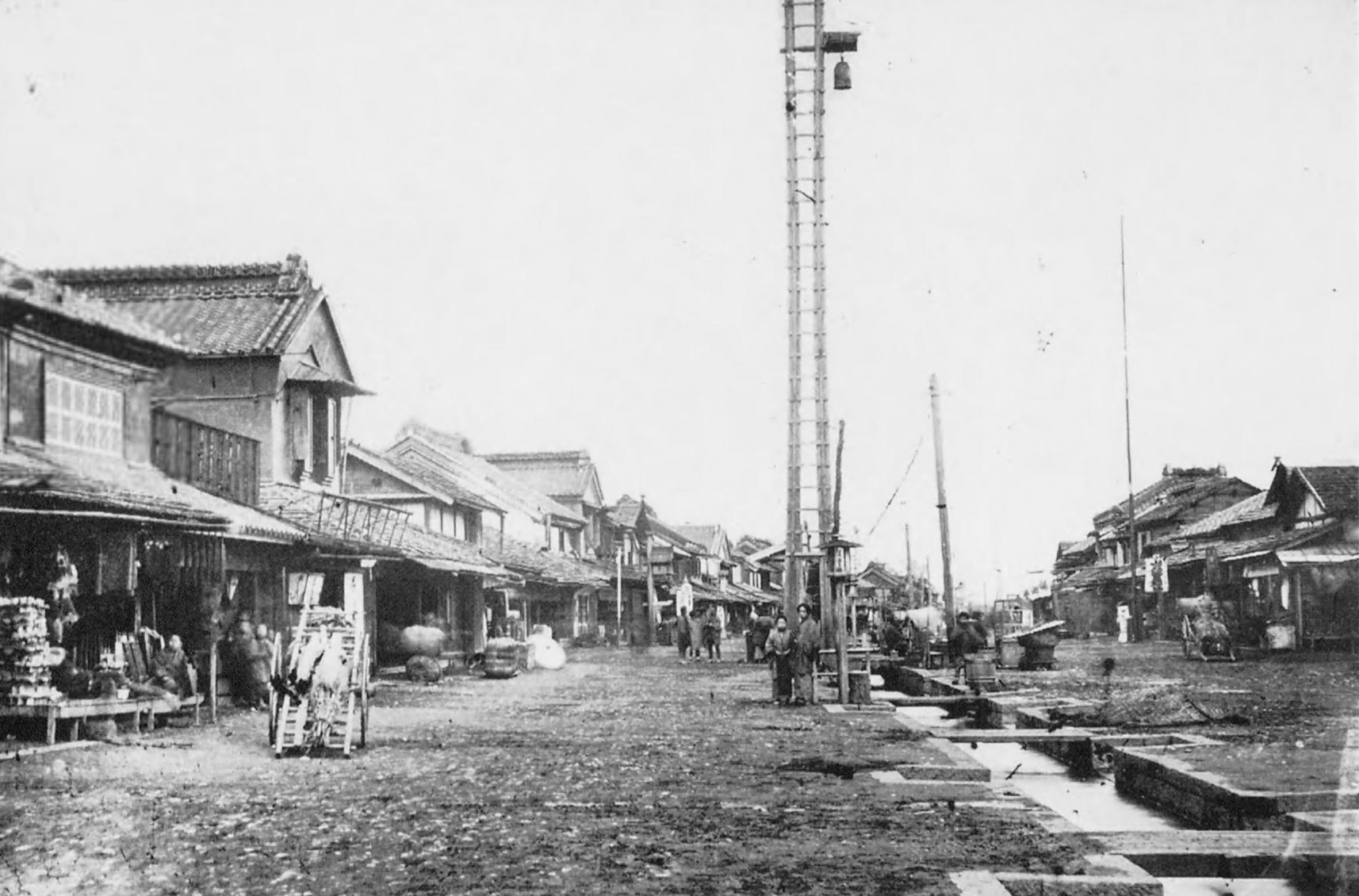
明治初期の大通り（1877年ごろ）

巴波川の河岸には、町の北方に位置する平柳河岸、町内に位置する栃木河岸、南方に位置する片柳河岸の3つが所在し、「栃木河岸」はこれらの総称でもあった。これらの河岸には元禄年間（1688年 - 1704年）ごろから船積問屋が集まり、安永3年（1774年）の時点で3河岸あわせて14軒みられた。町では塩問屋や合物（）問屋も活動し、日光御用の物資や後背地からの廻米、そのほか特産物などが往来する商品の集散地となり、近世初期からの六斎市の開催も相まって問屋や小売店が軒を並べるようになった。「享保二十一年辰二月調 栃木町屋敷間数帳」には、承応4年（1655年）の町の屋敷割が記録されているが、このころ例幣使街道の両側には計162構の屋敷が建ち並び、それぞれ奥行きのある短冊形の敷地をもっていた。宝暦9年（1759年）の町の図では、街道沿いに加えて、横町、西横町と呼ばれる路地にも同様に短冊状の屋敷割がみられ、すでに町並みの基礎が形成されていたと考えられる。
江戸中期から蔵造りの建物は現れていたとみられるが、蔵の増加を決定的にしたのは、19世紀に入って町で4件にわたって発生した大火である。栃木町は江戸時代後期、弘化3年（1849年）の丙午火事、嘉永2年（1849年）に32棟が焼けた火事、文久2年（1862年）に本陣・長谷川四郎三郎方から出火して5、6軒が焼けた本陣火事、そして元治元年（1864年）には天狗党の乱に参加した田中愿蔵らの放火による愿蔵火事に見舞われた。これらの火災をとおして、炎に強い蔵造りの建物が急速に増加し、こんにち「蔵の街」と呼ばれる景観を形成した。
また栃木市出身の文筆家・坂本富士朗は、商人たちが土蔵を競うように建てた理由を3つ挙げている。第一に思惑買いに備えて大量の商品を備蓄できる建物を用意し、商取引を円滑にするため。第二に土蔵の数は商品の数に比例することから、多くの土蔵を見せて商人としての信用を発揚するため。第三に治安上の不安から財貨を安全に保管するためであった。
明治時代になると栃木町はしばらく県庁所在地となり、引き続き商都としても隆盛した。この時期にも豪壮な見世蔵や塗屋が大通り（例幣使街道）沿いに建設され、その奥には複数の土蔵を構えた商家が建ち並んだ。栃木町の商業は明治末期ごろに最盛期を迎えたが、それまでに蔵の町並みは成立していたとみられる。
なお、土蔵を中心とした景観の形成については、明治初頭に初代栃木県令を務めて栃木町に赴任した鍋島幹の命によるものとする説があったが、町には享和・天保年間（19世紀前半）の土蔵も残っていることから否定されている。

### 景観の喪失
栃木町は1937年4月に市制施行を迎えて栃木市となったが、すでに市街には洋風建築が増え、土蔵は姿を消しはじめていた。この時期、市内出身の芸術家・鈴木賢二が市内の土蔵造り建築に着目して保存のために運動している。これを受けて役場でも、市制施行にあたって町内の土蔵建築を写真撮影してアルバムに収め、記録として後世に残そうとする事業を実施した。同年中、東京朝日新聞と都新聞がそれぞれ栃木市における土蔵の破壊と保存の動向について報じている。

アーケードや看板に覆われた大通り（1966年）

第二次世界大戦中、日本は本土空襲に見舞われたが、市内では泉町にひとつ、郊外では今泉町の田地に数個の爆弾が落ちたほか大きな被害は出なかった。しかし戦後には景観の喪失が進行し、昭和40年代に複数の土蔵が取り壊され、大通りなどにはアーケードが設置された。取り壊しを免れた土蔵もアーケードや面かむりによって覆われ、表から見えなくなった。坂本富士朗は1979年の『栃木市史 民俗編』で次のように嘆じている。
栃木市は、土蔵の街であった。大通りばかりでなく、全市にわたって土蔵が圧倒的に多かった。幕末から明治時代に、商人達が造ったのだ。しかし、その土蔵も、終戦後は、次次と取り壊され、洋式の建物になったので、減るばかりでその景観は昔日の俤は全くない。残っている土蔵は、その全容が、完全に露出しているのはまれで、ほとんど看板や面被りにかくれて一部しか見えない。それに、壁が崩れ落ちたり、トタンで修理してあったりして満足な土蔵は至って少ない。—栃木市史編さん委員会 1979, p. 41
もっとも、市内の古建築の多くは依然としてそのままの形で残されており、むしろ再開発を阻害する存在として疎まれる雰囲気もあった。

## 整備の機運

### 巴波川沿いへの注力
栃木県を訪れる観光客の数は、1978年（昭和53年）までの経済成長にともなって順調な増加を記録していたが、オイルショックの影響を受けて落ち込んだ。また、観光客が利用する交通手段の統計では、公共交通機関が有利とされる県北地域でもマイカーが半数以上を占めるようになり、加えて東北自動車道（1974年に矢板 - 白河間開通）および日光宇都宮道路（1981年に全線開通）の新設によってこの傾向が加速することが予測されたため、国鉄や東武鉄道の関係者は対策を迫られた。このような情勢の中、県内を会場とする第35回国民体育大会（栃の葉国体）の開催や東北新幹線の開通を控え、県の主宰による『「とちぎの旅」特別宣伝協議会』が発足し、1978年に「やすらぎの栃木路」をメインテーマとするキャンペーンを実施した。それまでの県の観光宣伝事業は日光国立公園の知名度の高さに依存していたため、これを見直して県内全域の観光資源を活かす方策を指向した。
このキャンペーンの一環として、栃木市では「人形山車特別展示」および「旧家開放」が行われ、巴波川沿いの土蔵・石蔵を中心に市街の旧家を巡る「蔵の街遊歩道」が設定されて案内板が設置された。この1978年には嘉右衛門町に岡田記念館、倭町に下野栃木民芸館が、翌1979年（昭和54年）には巴波川沿いに塚田記念館（倭町）、横山郷土館（入舟町）がそれぞれ開館し、恒久的に内部を観覧できるようになった。栃木駅前では、1921年（大正10年）に建てられた土蔵を改造したワインハウス「くら・てらす五重三番館」が1979年に開業した。
このころ「蔵の街」の名称が用いられはじめたものの、当時は巴波川周辺の景観に注力した事業に終始し、中心市街地の大通り沿いなどでは依然としてこの称にふさわしい整備は行われていなかったうえ、商業活動も下火になっていた。キャンペーンによって観光客が訪れても、風情の感じられる景観は一部にとどまり、市民の間からは困惑と申し訳なさから過剰宣伝を疑う声も出た。1980年代には景観が「蔵の街」として各紙に取り上げられはじめていたが、伝統的景観と相容れない大通りのアーケードに対する印象も、取材した記者たちは記事に書き留めている。
駅前から北に向かってアーケードが続く。どこの町にでもあるような看板の書店やスーパー、洋品店が並び、自転車の学生たちが走ってゆく。何の変哲もない地方都市、これが第一印象だった。—平野 1984
商店街ももともとは蔵づくりの店が軒をつらねているのだが、残念ながら、いまはアーケードで通りがおおわれているので、昔の面影はアーケードが切れるあたりで、垣間見るしかない。アーケードを取り払って、復元したらさぞシックな町並みになるだろうに、惜しい。—森 1988

### 大通りへの展開

大通りの空撮（1965年ごろ）
大通り沿いにはアーケードが設置されている一方、その奥には土蔵の瓦屋根が連なる

当時、隣町の小山工業高等専門学校に助教授として勤務していた建築学者の河東義之は、上記キャンペーン以前の1976年（昭和51年）に巴波川沿いの塚田家および横山家の実測調査を行っていたが、すでに関心は大通り周辺の建物群に向いていた。そのため続く1980年（昭和55年）に旧栃木町および嘉右衛門町の建物の様子を目視で調査したところ、400棟近い蔵造りの建物が現存していることが明らかになった。1985年（昭和60年）、市産業部商工課観光係の委託を受けて大通り周辺の約180棟を実測調査し、その蔵の数はすでに「蔵の街」として著名であった埼玉県川越市のそれを上回るものであると確認された。1986年（昭和61年）、市制50周年を記念して「蔵のまちシンポジウム」が開催され、蔵の現存状況についての周知が図られた。また、調査が進むとともにそれらの成果は逐次刊行され、1982年（昭和57年）の『図説日本の町並み3 関東編』（太田 et al. 1982）、1987年（昭和62年）春の『栃木の町並み：蔵造りに関する調査報告書』（近代住宅史研究会 編、栃木市産業部商工課）にそれぞれまとめられた。
1988年度（昭和63年度）、栃木県の「誇れるまちづくり」事業の指定を受けたことから、大通り周辺の町並み整備が本格的に始動した。市は翌年度にかけて「巴波川・蔵のまちルネッサンス」をテーマとしてまちづくりの基本計画を策定した。単に昔の栃木町を模倣・復興するのではなく、その町並みを生かして新しいまちづくりを展開することを志向し、「中心商店街だけの活性化ではなく、栃木市全体の個性となり誇りとなる町並みの整備」を目指した。このためにさまざまな立場の市民を巻き込んで、参考となる地域の視察や、シンポジウム、講演会、説明会、講習会などのイベントが開催され、各戸に逐次刊行物『蔵の街通信』が配布された。
事業草創にあたり、市は以下の4点の整備施策をまとめた。
- 大通りのシンボルロード化
- 歴史的建築物の保全
- 核施設（人々の流れの核となる施設）の整備
- ネットワークの整備

### シンボルロード事業

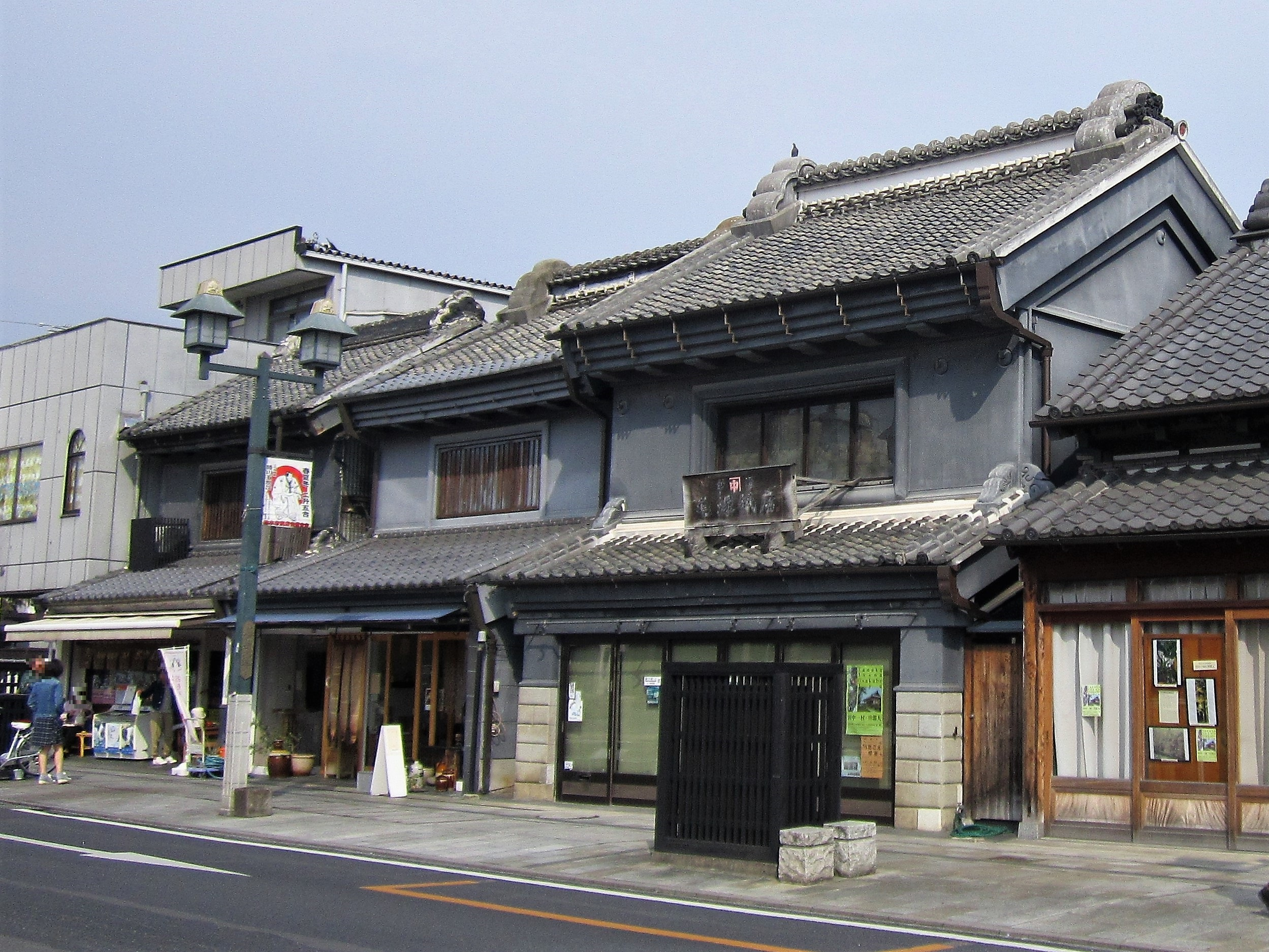
大通りに面した土蔵群

1989年度（平成元年度）、「栃木市大通り周辺整備推進協議会」が設置され、大通りをシンボルロード化する事業が始まった。翌1990年度（平成2年度）に制定された「栃木市歴史的町並み景観形成要綱」では、「栃木市歴史的町並み景観形成地区」を設定することを定め、大通りおよび巴波川周辺の南北約900メートルがこれに指定された。市は「街並み修景ガイドライン」を定めた上で、地区内の歴史的建造物・景観ブロックを順次指定し、建物や区画ごとに修景事業を開始した。
街並み修景ガイドライン
- 基調色……白、黒、灰色、伝統色を基調とする
- 高　さ……隣接する蔵の高さに合わせる
- 軒　線……一階部分の軒線を連続させ町並みに連続性を持たせる
- 頭頂部……勾配屋根を取り入れ連続性のある処理をする
- 日よけ……最小限、太鼓幕やのれん、紫外線吸収ガラスなどを活用する
- 看　板……最小限、派手なものは避ける

 —中村 1996, p. 18
市街を南北に貫く大通り（栃木県道11号栃木藤岡線、旧・日光例幣使街道）には、屡述のとおり土蔵が並んでいたものの、アーケードや面かむりがそれらを掩蔽すると同時に歩行空間を圧迫していたため、これを取り払うために商店街組合と合意形成を図った。店主たちはアーケードの撤去によって商品が日に焼けることを懸念しており、交渉は難航したという。面かむりの撤去や蔵の修繕には多大な費用を要するため、市では修景に協力する建造物や工作物を対象に融資制度を設け、1998年度（平成10年度）までに計58件、約1億6700万円を援助した。市役所には「まちづくり相談窓口」を設置し、修景の方法や職人の斡旋、工事中の問題処理などの相談に応じた。
事業では、美観を損なっていた電柱や歩道橋を撤去して電線は地中化し、車道の端にあった停車帯も削減して、歩道の幅員を拡張した。大通り沿いには蔵の街広場（1992年度完成）および万町ポケットパーク（1993年度完成）も整備された。東側の神明宮への路地（神明宮定願寺線、延長505.9メートル）も自然石舗装などを実施し、1999年度（平成11年度）に完成した。
県の「誇れるまちづくり」事業による補助には5年間の年限があり、1993年度（平成5年度）に終了したが、市は独自に事業を続け、シンボルロード整備は1996年（平成8年）まで行われた。1996年2月には台湾・嘉義市の視察団が訪れてまちづくりを見学し、同年には埼玉県川越市、千葉県佐原市との3市共同で第1回「小江戸サミット」を開催した。2000年度（平成12年度）、補助対象が嘉右衛門町地区まで拡大されるとともに、教育委員会文化課の主導で同町の実測調査が行われた（#嘉右衛門町地区の整備）。

### 市民団体の結成
市街が「蔵の街」として知られるようになると、蔵造りの建物の保存と活用を目指す市民団体が出現した。これらの団体は2004年（平成16年）に共同で「とちぎ町並み協議会」を結成した。
| 名称                       | 結成年             | 説明                                                |
| -------------------------- | ------------------ | --------------------------------------------------- |
| 栃木蔵街暖簾会             | 1980年（昭和55年） |                                                     |
| 栃木蔵の会                 | 1992年（平成4年）  | 蔵の所有者の会。                                    |
| うだちの会                 | 1992年（平成4年）  | 左官、大工などの職人の会。                          |
| 栃木の例幣使街道を考える会 | 1993年（平成5年）  | 泉町・嘉右衛門町・大町の3町の住民21名によって結成。 |
| 小江戸とちぎ会             | 1996年（平成8年）  |                                                     |
| ネットワークとちぎ         | 2001年（平成13年） |                                                     |

また、個別のイベントやアトラクションの主催・管理団体として、「栃木〔蔵の街〕音楽祭実行委員会」（1989年）、「とちぎ蔵の街かど映画祭」（2008年）、「うずま川遊会」（2004年）、「蔵の街遊覧船」（2011年）などがそれぞれ活動を開始している。

## 21世紀の動向

### 新たな課題と展望
中心市街地は整備によって明るくなり、市民や観光客の姿も増加した。一方で2000年（平成12年）の言及によると、モータリゼーションの進展によって、住宅・店舗ともに駐車場の確保できない中心市街地から郊外へ移っていき、郊外の大型商業施設に客足を奪われた市街では空き店舗や空き地が目立つようになった。加えて中心市街地の少子高齢化の傾向は周辺部に比べて顕著であり、商店街の活力は低下していった。2006年（平成18年）には、観光施策はそれなりの成功を収めているものの、リピーターの確保には至っておらず、市の経済・財政をリードするほどの効果は生んでいないと指摘されている。
また、事業によって市からの補助金を受けて修復を行った歴史的建造物が、15年間の保守期限を迎えて取り壊されるという事例も発生した。事業が強制力のない「要綱」に基づく取り組みであったうえ、もともと歴史的建造物の修復は大通り沿いの景観を改善することに重点を置いており、建物そのものの確固たる保全には至っていなかった。2007年（平成19年）の読売新聞の報道によると、市から補修のために支給される補助額は最大300万円で、ひとつの蔵に対する補助が認められるのは1回のみである。一方、実際に要する費用は年間約1000万円で、継続的に維持するには所有者の負担が大きかった。蔵の所有者の高齢化と世代交代や、住民間の温度差も指摘された。
2005年度（平成17年度）、とちぎ町並み協議会は日本ナショナルトラストの観光資源保護調査に応募し、栃木市街および嘉右衛門町地区を対象として市民主体の景観調査を実施した。この調査が、蔵の街を文化財保護法に基づく伝統的建造物群保存地区（伝建地区）に設定し、ひいては国の補助を受けることができる重要伝統的建造物群保存地区（重伝建地区）に選定される上での出発点であった。
2007年、市は伝建地区と景観制度を利用したまちづくりの方針を決定し、翌2008年（平成20年）に「栃木市伝建地区指定推進協議会」を設置。2010年（平成22年）3月29日に「栃木市伝統的建造物群保存地区保存条例」が制定され、同年、「栃木市伝統的建造物群保存地区保存審議会」が設置された。しかし中心市街地（旧栃木町）ではすでに中層ビルが見られ、伝建地区に指定されて建築に規制が設けられた場合、これらの中層建物を改築するときに同規模の建設は不可能になることから、伝建地区設定について建物所有者の同意が得られにくいという課題もある。一方、現代になって市街に造られた建物の中には、蔵造りを模して周囲の景観に馴染ませたものも散見され、例として栃木蔵の街郵便局、蔵の街広場の公衆トイレ、栃木警察署万町交番、栃木市消防団本部などが挙げられる。全国チェーンの出店に際しても、企業のイメージカラーなどが決まっていることもあって派手な色調・外観を設けることが多く、景観の調和が課題となるが、2017年（平成29年）に開店したスターバックス栃木倭町店のように蔵を思わせるデザインを施した店舗も新築され、新築店舗自体が観光スポット化している。

### 嘉右衛門町地区の整備

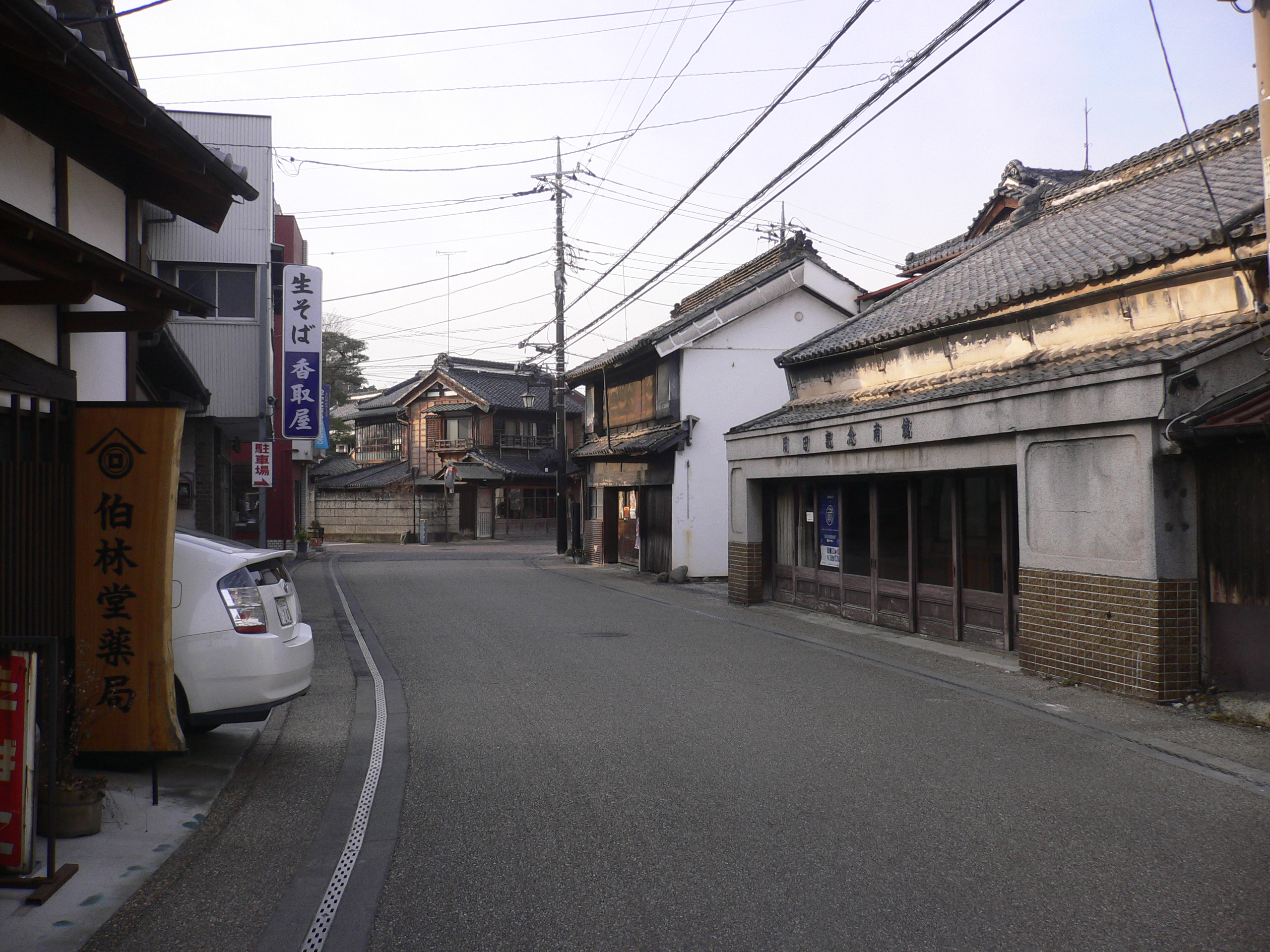
嘉右衛門町

栃木市の中心市街地を北に外れたところに位置する嘉右衛門町地区は、栃木町と同様に日光例幣使街道や巴波川の恩恵を受けて発展したものの、その成り立ちを異にしている。嘉右衛門町地区は、近世には栃木町の四方に設置された木戸の外側にあったほか、現代でも旧栃木町と嘉右衛門町地区の間には都市計画道路（鍋山街道）が走り、分断されている。当初は両地区を一体として伝建地区に設定することも考えられたが、これらの事情から断念し、文化庁の指導もあって個別の設定を目指すこととなった。
この地区は、2012年（平成24年）3月23日の告示で「栃木市嘉右衛門町伝統的建造物群保存地区」として伝建地区に登録され、範囲としては泉町、嘉右衛門町、小平町、錦町、昭和町の各一部を含む約9.6ヘクタールが対象である。区域内の伝統的建造物（建築物）は102件である（2021年12月現在）。伝建地区となったことで文化審議会で審議にかけられ、同年7月9日、栃木県内で初めての重伝建地区に選定された。
嘉右衛門町地区は旧栃木町と異なり3階建て以上の建物が見られず、地区南部の商店街を中心として伝統的景観をよく残しているが、北進するにつれて一般住宅が増える。重伝建地区選定にともなって建物の修繕に国の補助を受けられるようになり、地区内には選定から10年の間に10件以上の出店があって、カフェや雑貨店などが営業している。

## 巴波川の保全

### 汚染と対応
昭和期には、蔵の街の景観を構成する巴波川の水質汚濁が進行していることも課題となった。戦後しばらくまでは人が泳げる程度の流量があり、水も澄んでいたが、舟運の衰退に伴って水利管理の交代が起き、周辺が市街化したこともあって、昭和30年代から40年代にかけて流量は減少した。生活の近代化や都市化とともに、川には近隣で生じる雑排水が流入したうえ、ゴミの不法投棄も見られ、1981年（昭和56年）3月の市政だよりでは「ドブ川寸前」と形容されている。同月、県が1000万円を投じて浚渫工事を実行し、幸来橋から下流の瀬戸河原堰までの約400メートルの範囲に堆積したヘドロを除去したが、1984年度（昭和59年度）および1987年度（昭和62年度）に環境庁が発表した河川水質では全国でワースト2となり、1988年（昭和63年）の自治大学校の研修の際には依然としてヘドロや塵芥が問題視されている。浄化事業としては、浚渫・河床整備のほか、植生浄化施設の設置、地下水の放流、鯉の放流（#観光資源として）などを試みたが、いずれも抜本的な効果を挙げなかった。一方、市では河川流域に公共下水道を整備するとともに、整備対象外の地域では合併処理浄化槽の設置を推進した。巴波川流域下水道については1974年度（昭和49年度）に県から認可を受け、1978年度（昭和53年度）から着工していたが、財政上の都合で予定通りに進まず、1988年（昭和63年）時点で進捗率は13.3パーセントにとどまった。
1987年（昭和62年）、巴波川が建設省の「ふるさとの川モデル事業」に選ばれたことで県による事業が始まり、蟹田橋から上流1.6キロメートルを対象として、沼や川を再生・整備した。この事業は対象区間沿岸に7つの遊水池を設けるもので、より下流には手を加えなかったが、この整備が下流の市街地での水量・水質の改善に貢献した。翌1988年（昭和63年）4月には、県と市の共同による「巴波川清流復活協議会」が発足した。
沿岸自治会による川の清掃は、1964年（昭和39年）にはすでに行われており、1973年（昭和48年）10月には河川の美化と愛護、実態調査を目的とする「栃木市河川愛護会」の設立をみた。1980年（昭和55年）以降、河川愛護会に加え、栃木市保健委員連合会、栃木市自治会連合会の共催で、巴波川およびその支流の流域にある25自治会・約1,500人が参加した年3回の一斉清掃を実施している。

### 観光資源として

巴波川（1962年ごろ）
右手は塚田家住宅（現・塚田歴史伝説館）、奥は幸来橋

巴波川に初めて鯉が放流されたのは1936年（昭和11年）のことだが、獲って食用にする者が多かった。1963年（昭和38年）12月、稚魚3万匹の放流から始まった真鯉および錦鯉の放流事業は、川の水質改善を図るとともに、鯉を観光資源として活用するために実施された。以降は毎年の恒例行事として、巴波川やそれに接続する県庁堀への鯉の放流が続けられ、10万匹の鯉が泳ぐ街として観光の振興に活かされた。一方、先述した1988年（昭和63年）の自治大学校研修では、川の汚濁・富栄養化に起因するとみられる鯉の肥満化が指摘された。2004年（平成16年）には全国的にコイヘルペスウイルス病が流行して両川でも個体数が大きく減少し、感染拡大を防ぐために事業は中断されたが、2008年（平成20年）から試験的に再開された。
川沿いの遊歩道として「巴波川綱手道（）」（延長830メートル）の整備が1990年度（平成2年度）に始動し、1992年度（平成4年度）から1996年度（平成8年度）にかけて、自然石による舗装や、街路灯、植栽、ポケットパーク（湊町）の設置作業が行われた。市街地の川岸は雑割石や松丸太などを使用した伝統的な工法で整備し、歴史的な景観の維持を図っている。2005年（平成17年）からは、「うずま川遊会」およびその後を継ぐNPO法人「蔵の街遊覧船」によって遊覧船が運航されている。

## 受賞
栃木県および栃木市が実施した一連のまちづくり事業や、それに関連して活動する市民団体などを対象として、各種の賞が授与されている。
| 年度 | 名称                          | 授与者                 | 対象                           | 出典           |
| --- | ----------------------------- | ---------------------- | ------------------------------ | -------------- |
| 1994年度（平成6年度） | 毎日・地方自治大賞            | 毎日新聞社             | 「巴波川・蔵の街ルネッサンス」 | [ 87 ] [ 128 ] |
| 審査員の小島正興（セコム副会長）は、「ハード、ソフト両面が充実し、成果をあげている」という点から評価が高かったとしている。伊藤滋は「文化と美を中心に据えた住民主体の街づくりとして立派な活動」、小林實は「市民と行政が手を合わせて美しい川のまち、蔵のまちを復元・創出し、文化、スポーツ事業にも成果をあげるなど魅力あふれる都市づくり」と評した。 |                               |                        |                                | [ 87 ] [ 128 ] |
| 1995年度（平成7年度） | 都市景観大賞「都市景観100選」 | 建設大臣               | 栃木市歴史的町並み景観形成地区 | [ 129 ]        |
| 建築物の修景、広場・遊歩道の整備などの事業によって出現した町並みが評価された。 |                               |                        |                                | [ 129 ]        |
| 1997年度（平成9年度） | 全国街路事業コンクール優秀賞  | 全国街路事業促進協議会 | 栃木大通り、巴波川綱手道       | [ 130 ]        |
| 歴史的景観を復原したこと、観光客が散策するためのゆとりが生まれたことに加え、電線の地中化によって山車の往来（とちぎ秋まつり）がしやすくなったことも評価された。 |                               |                        |                                | [ 130 ]        |
| 1999年度（平成11年度） | サントリー地域文化賞          | サントリー文化財団     | 栃木〔蔵の街〕音楽祭実行委員会 | [ 97 ]         |
| 音楽祭は1989年（平成元年）から毎年10月に開催された。演目や出演者の決定を外部に委託せず実行委員会みずから行っていること、古楽器に特化した形態が「蔵の街」に調和していることが評価された。 |                               |                        |                                | [ 97 ]         |
| 2003年度（平成15年度） | 手づくり郷土賞地域整備部門    | 国土交通大臣           | とちぎ蔵の街美術館             | [ 17 ]         |
| 江戸時代の土蔵の建物そのものを美術館として活用した珍しい試みが評価された。 |                               |                        |                                | [ 17 ]         |
| 2009年度（平成21年度） | 美しいまちなみ大賞            | 国土交通大臣           | 栃木市歴史的町並み景観形成地区 | [ 131 ]        |
| 北関東3県で初の受賞となった。地域の文化的資源を生かした事業が評価された。 |                               |                        |                                | [ 131 ]        |
| 2012年度（平成24年度） | 地域再生大賞優秀賞            | 共同通信社             | 蔵の街遊覧船                   | [ 132 ]        |
| 巴波川での遊覧船の運航と、付帯する様々なイベントが評価された。 |                               |                        |                                | [ 132 ]        |